# Gemal
Gemal er betegnelse for en fyrstelig eller kongelig ægtemand eller hustru. For hustru kan betegnelsen gemalinde bruges.

## Former
- Prinsgemal: ægtemand til regerende dronning – hvis han ikke er konge.
- Prinsessegemal(inde): hustru til regerende konge – hvis hun ikke er dronning.

Sjældnere:
- Kongegemal: ægtemand til regerende dronning – hvis han ikke er konge.
- Dronninggemal(inde): hustru til regerende konge – hvis hun ikke er dronning.

## Eksempler på nuværende og tidligere gemaler og gemalinder
- Prinsgemal: Henrik af Danmark, H.K.H. Prinsgemalen (titel fra 2005–2016)
- Prinsessegemal(inde): Lalla Salma af Marokko, H.K.H. Prinsessegemalen (titel siden 2002)
- Kongegemal: Frans, Gemal af Skotland (1558-1560)